# Mylabris manowensis
Mylabris manowensis es una especie de coleóptero de la familia Meloidae.

## Distribución geográfica
Habita en Tanzania.